# GiST
 (mars 2025).
La mise en forme du texte ne suit pas les recommandations de Wikipédia : il faut le « wikifier ».
Les points d'amélioration suivants sont les cas les plus fréquents. Le détail des points à revoir est peut-être précisé sur la page de discussion.
- Les titres sont pré-formatés par le logiciel. Ils ne sont ni en capitales, ni en gras.
- Le texte ne doit pas être écrit en capitales (les noms de famille non plus), ni en gras, ni en italique, ni en « petit »…
- Le gras n'est utilisé que pour surligner le titre de l'article dans l'introduction, une seule fois.
- L'italique est rarement utilisé : mots en langue étrangère, titres d'œuvres, noms de bateaux, etc.
- Les citations ne sont pas en italique mais en corps de texte normal. Elles sont entourées par des guillemets français : « et ».
- Les listes à puces sont à éviter, des paragraphes rédigés étant largement préférés. Les tableaux sont à réserver à la présentation de données structurées (résultats, etc.).
- Les appels de note de bas de page (petits chiffres en exposant, introduits par l'outil «  Source ») sont à placer entre la fin de phrase et le point final[comme ça].
- Les liens internes (vers d'autres articles de Wikipédia) sont à choisir avec parcimonie. Créez des liens vers des articles approfondissant le sujet. Les termes génériques sans rapport avec le sujet sont à éviter, ainsi que les répétitions de liens vers un même terme.
- Les liens externes sont à placer uniquement dans une section « Liens externes », à la fin de l'article. Ces liens sont à choisir avec parcimonie suivant les règles définies. Si un lien sert de source à l'article, son insertion dans le texte est à faire par les notes de bas de page.
- La présentation des références doit suivre les conventions bibliographiques. Il est recommandé d'utiliser les modèles {{Ouvrage}}, {{Chapitre}}, {{Article}}, {{Lien web}} et/ou {{Bibliographie}}. Le mode d'édition visuel peut mettre en forme automatiquement les références.
- Insérer une infobox (cadre d'informations à droite) n'est pas obligatoire pour parachever la mise en page.

Pour une aide détaillée, merci de consulter Aide:Wikification.
Si vous pensez que ces points ont été résolus, vous pouvez retirer ce bandeau et améliorer la mise en forme d'un autre article.
 (mars 2025).
En informatique, GiST ou Generalized Search Tree, est une structure de données et une API qui peuvent être utilisées pour créer une variété d'arbres de recherche sur disque. GiST est une généralisation de l'arbre B+, offrant une infrastructure d'arbre de recherche équilibré en hauteur, simultanée et récupérable, sans présumer du type de données stockées ni des requêtes effectuées. GiST peut être utilisé pour implémenter facilement une gamme d'index bien connus, notamment les arbres B+, R, hB, RD et bien d'autres ; il permet également de développer facilement des index spécialisés pour de nouveaux types de données. Il ne peut pas être utilisé directement pour implémenter des arbres non équilibrés en hauteur comme les arbres quadruples  (quadtrees) ou les arbres préfixes, mais, à l’instar des tries, il prend en charge la compression, y compris la compression avec perte. GiST peut être utilisé avec tout type de données pouvant être naturellement ordonnées en une hiérarchie de sur-ensembles. Il est non seulement extensible en termes de prise en charge des types de données et de structure de l’arborescence, mais il permet aussi aux développeurs d’extensions de prendre en charge n’importe quel prédicat de requête.

## Extensibilité dans les bases de données
GiST est un exemple d'extensibilité logicielle dans le contexte des systèmes de base de données (SGBD) : il permet une évolution facile d'un système pour prendre en charge de nouveaux index basés sur des arbres. Il y parvient en dissociant son infrastructure système de base via une API minimaliste qui suffit à représenter les aspects spécifiques à l’application d’une large gamme de conceptions d’index. L’infrastructure GiST gère l’organisation des pages d’index sur le disque, les algorithmes de recherche et de suppression des index, ainsi que des aspects transactionnels complexes tels que le verrouillage au niveau de la page pour un haut degré de concurrence élevée et la journalisation en écriture anticipée pour la récupération après incident. 
Grâce à cette approche, les développeurs peuvent se concentrer sur la mise en œuvre de nouvelles fonctionnalités pour de nouveaux types d’index (ex. la manière dont les sous-ensembles de données doivent être décrits pour la recherche) sans devoir maîtriser en profondeur les mécanismes internes des SGBD.
Bien qu'initialement conçu pour répondre aux requêtes de sélection booléennes, GiST peut également prendre en charge la recherche du plus proche voisin et diverses formes d'approximation statistique sur de grands ensembles de données.

## Implémentations
L'implémentation de GiST la plus largement utilisée se trouve dans la base de données relationnelle PostgreSQL ; elle a également été implémentée dans Informix Universal Server, ainsi que sous forme de bibliothèque autonome, libgist.

### PostgreSQL
L'implémentation de GiST dans PostgreSQL comprend la prise en charge des clés de longueur variable, des clés composées, du contrôle de concurrence et de la récupération ; ces fonctionnalités sont héritées par toutes les extensions GiST. Il existe plusieurs modules contribué développés en utilisant GiST et distribués avec PostgreSQL. Par exemple :
- rtree_gist, btree_gist - Implémentation GiST de R-tree et B-tree
- intarray - Prise en charge des index pour les tableaux unidimensionnels d'entiers de type int4
- tsearch2 - Un type de données consultable (texte intégral) avec un accès indexé
- ltree - Types de données, méthodes d'accès indexées et requêtes pour des données organisées sous forme de structures arborescentes
- hstore - Un stockage pour des données (clé, valeur)
- cube - Type de données représentant des cubes multidimensionnels

L'implémentation de GiST dans PostgreSQL fournit également le support des index pour PostGIS (système d'information géographique) et le système bio-informatique BioPostgres.